# 李秀敬
李秀敬（1996年10月24日—），韓國女演員，另譯李秀慶、李秀卿。2012年通過短篇電影《暑假》出道，代表作有《沉默的目擊者》、《容順》、《奇蹟：給總統的一封信》等。李秀敬2018年凭借《沉默的目擊者》获得第54屆百想藝術大獎最佳女配角，成为该奖历史上最年轻的获奖者；2022年凭借《奇蹟：給總統的一封信》再度获得该奖。

## 影視作品

### 電視劇
| 年份 | 電視台  | 劇名                            | 角色   | 備註       |
| 2015 | tvN     | 《豪苟的愛》                    | 強狐倞 | [ 6 ]      |
| 2015 | KBS2    | 《Drama Special－尋找阿根廷鷲》 | 南勝熙 | [ 7 ]      |
| 2015 | tvN     | 《請回答1988》                  | 李秀敬 | 特別出演   |
| 2016 | SBS     | 《羅清廉議員綁架事件》          | 瑟琪   | 特輯電視劇 |
| 2018 | SBS     | 《狐狸新娘星》                  | 羅英珠 | [ 10 ]     |
| 2021 | JTBC    | 《Law School》                  | 姜率B  | [ 11 ]     |
| 2022 | tvN     | 《獵鑽緝兇》                    | 金瑞熙 | [ 12 ]     |
| 2024 | TVING   | 《大都市的愛情法》              | 崔美愛 | [ 13 ]     |
| 2025 | Netflix | 《苦盡柑來遇見你》              | 夫賢淑 | [ 14 ]     |

### 電影
| 年份 | 劇名                     | 角色             | 備註     |
| 2012 | 《暑假》                 | 順英             | 短篇電影 |
| 2013 | 《心動警報》             | 秀敬             | 短篇電影 |
| 2013 | 《OBSG》                 | 律熙             |          |
| 2014 | 《私刑制裁》             | 民基班上的女學生 |          |
| 2015 | 《儲物櫃女孩》           | 松               |          |
| 2016 | 《倫理距離規則》         | 瑞賢             | 短篇電影 |
| 2016 | 《Teach Me》             | 藝恩             | 短篇電影 |
| 2016 | 《再見單身》             | 宣英             |          |
| 2017 | 《雞毛蒜皮的故事》       | 銀河             | 短篇電影 |
| 2017 | 《容順》                 | 容順             |          |
| 2017 | 《沉默的目擊者》         | 林美拉           |          |
| 2017 | 《特別市民》             | 卞雅琳           |          |
| 2018 | 《奇妙的家族》           | 海傑             |          |
| 2020 | 《明明會說話》           | 素珍             | 特別出演 |
| 2021 | 《奇蹟：給總統的一封信》 | 寶京             |          |
| 2022 | 《夜叉：浴血谍战》       | 珠妍             |          |
| 2024 | 《Dead Man》             | 孔熙珠           | [ 15 ]   |
| 2024 | 《貞洞路》               | 靜仁             | 短篇電影 |

## 獎項榮譽
| 年份   | 頒獎典禮                | 獎項               | 作品                 | 結果 |
| 2017年 | 第26屆釜日電影獎        | 女子新人演技獎     | 容順                 | 提名 |
| 2017年 | 第54屆大鐘獎            | 女子新人獎         | 容順                 | 提名 |
| 2017年 | 第38屆青龍電影獎        | 女子新人獎         | 容順                 | 提名 |
| 2017年 | 第18屆年度女性電影人獎  | 女子新人獎         | 容順                 | 獲獎 |
| 2018年 | 第5屆野花電影獎         | 最佳女主角獎       | 容順                 | 提名 |
| 2018年 | 第5屆野花電影獎         | 女子新人獎         | 容順                 | 提名 |
| 2018年 | 第7屆Marie Claire電影節 | 新秀獎             | 容順                 | 獲獎 |
| 2018年 | 第23屆春史電影獎        | 女子新人獎         | 容順                 | 提名 |
| 2018年 | 第54屆百想藝術大賞      | 電影部門女子新人獎 | 容順                 | 提名 |
| 2018年 | 第54屆百想藝術大賞      | 電影部門女子配角獎 | 沉默的目擊者         | 獲獎 |
| 2021年 | 第42屆青龍電影獎        | 最佳女配角         | 奇蹟：給總統的一封信 | 提名 |
| 2022年 | 第58屆百想藝術大獎      | 電影部門女子配角獎 | 奇蹟：給總統的一封信 | 獲獎 |
| 2022年 | 第30屆釜日電影獎        | 最佳女配角         | 奇蹟：給總統的一封信 | 獲獎 |
| 2022年 | 第27屆春史電影獎        | 最佳女配角         | 奇蹟：給總統的一封信 | 提名 |

## 外部連結
- 李秀敬的Instagram帳戶
- 李秀敬的Instagram帳戶
- 李秀敬在NAVER上的资料
- 李秀敬在Daum上的资料
- 李秀敬在韩国电影数据库（KMDb）上的資料（韓語）
- 李秀敬在互联网电影资料库（IMDb）上的資料（英文）
- 李秀敬在HanCinema的頁面（英文）